# مصاحبه ولادیمیر پوتین
«مصاحبه با ولادیمیر پوتین» یک مصاحبهٔ تلویزیونی با ولادیمیر پوتین رئیس‌جمهور روسیه است که توسط تاکر کارلسن روزنامه‌نگار و تحلیل‌گر سیاسی آمریکایی میزبانی شده‌است. اولین بار در ۸ فوریهٔ ۲۰۲۴ در رسانهٔ وابسته به او تحت عنوان «شبکهٔ تاکر کارلسن» و همچنین در شبکهٔ اجتماعی اکس (توییتر) پخش شد. این مصاحبه اولین مصاحبهٔ با پوتین از زمان حملهٔ روسیه به اوکراین در فوریهٔ ۲۰۲۲ است که مجوزش به یک روزنامه‌نگار غربی داده شده‌است. در سه روز اول، ۱۴ میلیون بازدید در یوتیوب و ۱۸۵ میلیون بازدید در توییتر داشت.

## پیش‌زمینه
تاکر کارلسن تحلیلگر سیاسی آمریکایی است. وی توسط بسیاری از رسانه‌های آمریکایی نظریه‌پرداز توطئه توصیف شده‌است. کارلسن در برنامه‌هایش اغلب از پوتین حمایت کرده و اطلاعات نادرست به نفع روسیه در مورد حملهٔ روسیه به اوکراین، از جمله نظریهٔ توطئه سلاح‌های بیولوژیکی اوکراینی را ترویج کرده‌است. از سال ۲۰۱۶ تا ۲۰۲۳، کارلسن مجری برنامهٔ فاکس نیوز «امشب با تاکر کارلسن» بود، یک تاک شو که در آن او منتقد سیاست‌های کشور اوکراین بود، به عنوان مثال از رئیس‌جمهور اوکراین ولودیمیر زلنسکی به عنوان «دیکتاتور» نام می‌برد. در آوریل ۲۰۲۳ کارلسن از فاکس نیوز اخراج شد. او سپس «تاکر در اکس» را به‌وجود آورد که یک تاک شو بر روی توییتر بود. در قسمت اول این برنامه اوکراین را به نابودی سد کاخوفکا متهم کرد.
پوتین همواره محدودیت‌هایی را برای آزادی مطبوعات در کشورش وضع می‌کرده‌است. در مارس ۲۰۲۳، دولت روسیه یک روزنامه‌نگار آمریکایی به نام ایوان گرشکویچ از وال استریت ژورنال را به اتهام جاسوسی زندانی کرد. از زمان حملهٔ روسیه به اوکراین، پوتین با هیچ روزنامه‌نگار غربی‌ای مصاحبه نکرده‌بود.

## تولید
به گزارش روزنامهٔ روسی ایزوستیا، کارلسن در ۳ فوریه به مسکو رسید. حضور او توسط رسانه‌های حکومتی روسی با گمانه‌زنی‌هایی دربارهٔ احتمال مصاحبهٔ او با پوتین گزارش شد. کارلسن همچنین در تالار بولشوی برای حضور در اجرای اسپارتاکوس دیده شد. به گفتهٔ دمیتری پسکوف دبیر مطبوعاتی پوتین، مصاحبه در ۶ فوریه رخ داد.

## خلاصهٔ مصاحبه

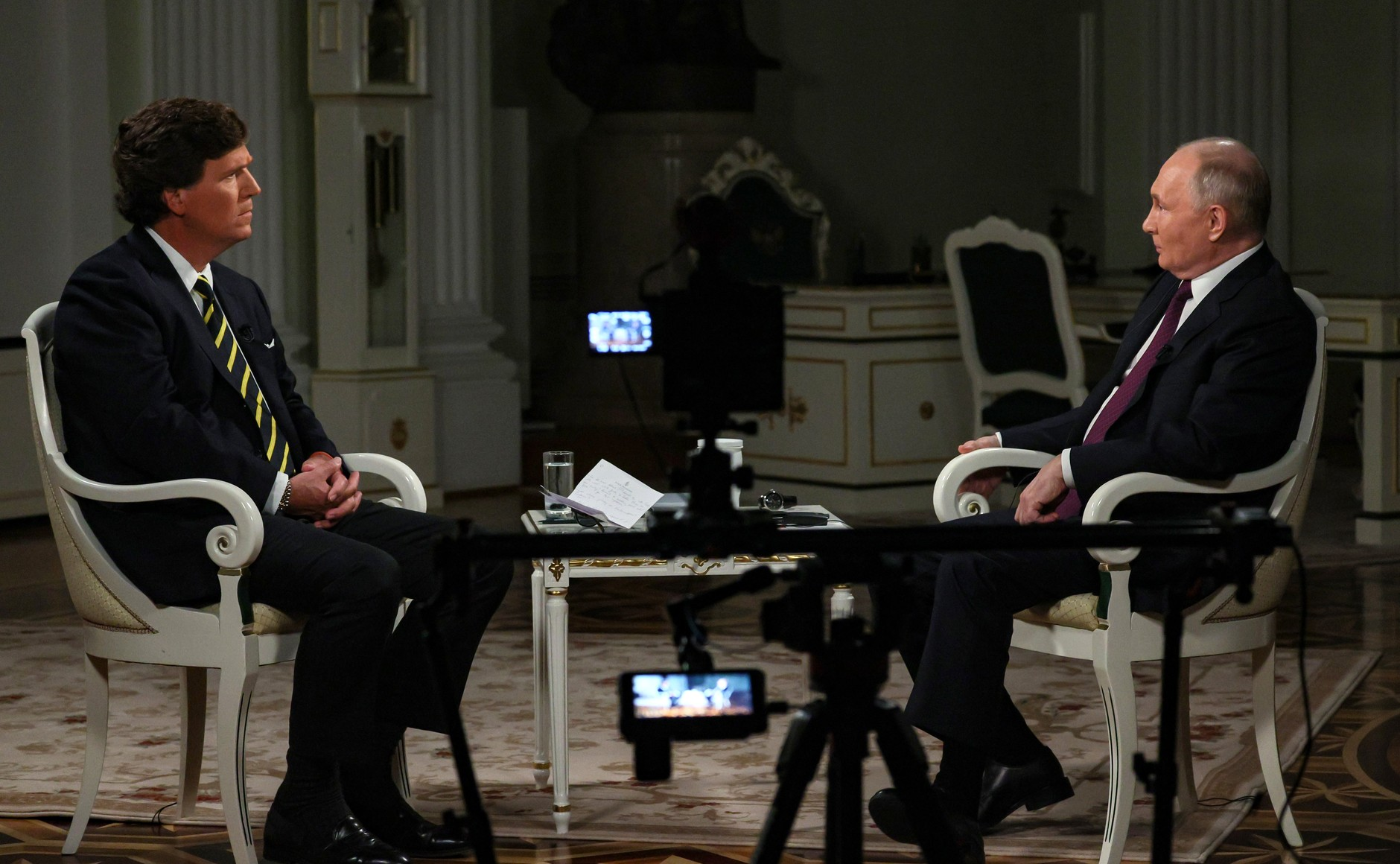
تاکر کارلسن در حال مصاحبه با پوتین

کارلسن در آغاز مصاحبه از پوتین پرسید که چرا دستور حمله به اوکراین را صادر کرد. پوتین در جواب با «تدریس تاریخ» به مدت حدود سی دقیقه به تاریخ اروپای شرقی از زمان تأسیس روس کی‌یف در قرن نهم میلادی اشاره کرد. پوتین در ادامه استدلال کرد که دوک‌نشین بزرگ لیتوانی در واقع «دوک‌نشین لیتوانی-روسی» است. وی اوکراین را «دولت تقلبی» خواند و تأکید کرد که مناطق جنوبی و شرقی اوکراین «هیچ ارتباط تاریخی» ای با آن ندارند. پوتین همچنین استدلال کرد که لهستان قبل از تهاجم آلمان نازی و اتحاد جماهیر شوروی به خاکش در سال ۱۹۳۹ با هیتلر «همکاری می‌کرد». همچنین گفت که لهستان آلمان نازی را تحریک به حمله کرد، زیرا لهستانی‌ها با رد درخواست‌های هیتلر برای تصاحب قلمروشان، «از حد خود گذشته بودند».
پوتین برخی از اظهارات خود را که در سخنرانی خود برای اعلام تهاجم به اوکراین بیان کرده بود، دوباره تکرار کرد: انقلاب ۲۰۱۴ اوکراین یک «کودتای تحت حمایت غرب» بود، اوکراین جنگ در دونباس را آغاز کرد، دولت اوکراین با نئونازی‌ها ارتباط دارد و امکان تهدید روسیه توسط ناتو از طریق اوکراین وجود دارد.
زمانی که از پوتین پرسیده شد که آیا روسیه به اهداف جنگی خود دست یافته‌است یا خیر، پاسخ داد: «خیر، ما هنوز به اهداف خود دست نیافته‌ایم، به‌عنوان مثال یکی از آن‌ها نازی‌زدایی است». وقتی کارلسن پرسید که آیا پوتین از قلمرویی که روسیه در حال حاضر آن را اشغال کرده «راضی خواهد بود»، پوتین از پاسخ دادن طفره رفت و دوباره به پاسخ قبلی خود استناد کرد. وی گفت که اوکراین و متحدانش در تحمیل «شکست استراتژیک» به روسیه موفق نخواهند شد. او پیش‌بینی کرد که اگر ایالات متحده ارسال تسلیحات به اوکراین را متوقف کند، جنگ «در عرض چند هفته به پایان خواهد رسید».
پوتین به کارلسن گفت که روسیه هیچ قصدی برای حمله به اعضای ناتو به لهستان یا لتونی ندارد، مگر این‌که آن‌ها به روسیه حمله کنند.
پوتین این تئوری توطئه را مطرح کرد که دولت ایالات متحده به جای مقامات منتخب خود، به‌طور مخفیانه توسط آژانس اطلاعات مرکزی (سیا) کنترل می‌شود. وی همچنین سیا را مسئول خرابکاری خط لولهٔ نورد استریم در سال۲۰۲۲ دانست.
در پایان مصاحبه، کارلسن پرسید که آیا پوتین حاضر است که اوان گرشکویچ، روزنامه‌نگار آمریکایی را که به اتهام جاسوسی در روسیه بازداشت شده‌است برای نشان دادن حسن نیت آزاد کند یا خیر. پوتین پیشنهاد داد که حاضر است گرشکویچ را با یک «میهن‌دوست» روسی که یک راهزن را در یک پایتخت اروپایی از میان برده‌است مبادله کند. به نظر می‌رسد که صحبت وی بر این مسئله تأکید دارد که روسیه خواستار مبادلهٔ زندانی با فردی به نام وادیم کراسیکوف، یک مأمور اطلاعاتی مورد ظن روسیه است که یک جدایی‌طلب چچنی را در سال ۲۰۱۹ در برلین به قتل رساند.

## واکنش‌ها
زمانی که کارلسن در ۶ فوریه اعلام کرد که با پوتین مصاحبه خواهد کرد، به دروغ اظهار داشت که هیچ روزنامه‌نگاری خارج از روسیه در طول جنگ «به خودش زحمت مصاحبه با پوتین را نداد» و گفت که «اکثر آمریکایی‌ها نمی‌دانند چرا پوتین به اوکراین حمله کرد.» این صحبت وی موجی از مخالفت را از سوی برخی از روزنامه‌نگاران آمریکایی و اروپایی که گفته‌بودند از مصاحبه با پوتین منع شده‌بودند، به راه انداخت. آن‌ها همچنین بیان کردند که سخنرانی‌های پوتین به‌طور گسترده توسط رسانه‌های آمریکایی پوشش داده شده‌اند. دمیتری پسکوف، دبیر مطبوعاتی کرملین با بیان این‌که «این طرفداری از روسیه نیست، طرفداری از اوکراین نیست، بلکه طرفداری از آمریکا است، به‌طور آشکار با مواضع رسانه‌های سنتی آنگلوساکسونی در تعارض است.» گفت که به کارلسن اجازهٔ مصاحبه داده شد زیرا «موضعش فرق داد».

### تحلیل مصاحبه
رسانه‌های مختلف آمریکای شمالی و اروپایی گزارش دادند که پوتین در طول مصاحبه ادعاهای نادرست و اظهارات گمراه‌کنندهٔ زیادی را مطرح کرد و کارلسن نتوانست به درستی او را به چالش بکشد. آن‌ها همچنین بیان کردند که کارلسن از پوتین در مورد جنایات جنگی مشکوک روسیه در اوکراین، حملات موشکی مداوم آن به اهداف غیرنظامی اوکراینی یا سرکوب مخالفان سیاسی توسط پوتین سؤالی مطرح نکرده‌است. الیور دارسی از سی‌ان‌ان نوشت که «کارلسن بستری را برای پوتین فراهم کرد تا پروپاگاندای خودش را به مخاطبان جهانی بدون بررسی دقیق ادعاهایش گسترش دهد» و «حتی در برخی موارد بر روایت‌های پوتین تأکید نیز کرده‌است».
پیتر بیکر روزنامه‌نگار نیویورک تایمز این مصاحبه را با مخالفت‌های جمهوری‌خواهان در مورد کمک‌های مالی به اوکراین در «قانون اضطراری تخصیصات تکمیلی امنیت ملی» (Emergency National Security Supplemental Appropriations Act) مقایسه کرد. لیونل باربر سردبیر سابق فایننشال تایمز که در ژوئیهٔ ۲۰۱۹ با پوتین مصاحبه کرده بود به مجلهٔ پلیتیکو گفت که پوتین از همدردی کارلسن نسبت به روسیه به عنوان اهرم نفوذ قدرت استفاده می‌کند.

### واکنش‌ها در آمریکا
آدام کینزینگر نمایندهٔ سابق مجلس نمایندگان ایالات متحده از کارلسن به عنوان «خائن» یاد کرد، در حالی که نماینده مارجری تیلر گرین تصمیم کارلسون را تحسین کرد. هیلاری کلینتون، وزیر امور خارجهٔ سابق آمریکا، در اشاره به کارلسن، اصطلاح «احمق مفید» را به کار برد. این عبارت به اشتباه به ولادیمیر لنین نسبت داده می‌شود که برای اشاره به برخی از روزنامه‌نگاران غربی که طرفدار اتحاد جماهیر شوروی بودند، به‌کار برد. در مصاحبه با ام‌اس‌ان‌بی‌سی، کلینتون بدون اشارهٔ مستقیم به کارلسن انتقاد خود را از او با بیان این‌که عده‌ای از افراد هستند که به عنوان «ستون پنجم» به پوتین خدمت می‌کنند، شدیدتر کرد.

### واکنش‌های بین‌المللی
خی ورهوفستات، عضو پارلمان اروپا و نخست‌وزیر پیشین بلژیک نوشت که اتحادیهٔ اروپا باید ممنوعیت‌هایی را برای سفر کارلسن در صورتی که ادبیات پوتین را ترویج کند در نظر بگیرد. پیتر استانو سخنگوی نمایندهٔ عالی اتحادیهٔ اروپا در سیاست خارجی و امور امنیتی، اظهار داشت که اتحادیهٔ اروپا علی‌رغم ادعاهای ایلان ماسک و سایر افراد، تحریم‌هایی را علیه کارلسن در نظر نخواهد گرفت.

## برای مطالعهٔ بیشتر
- مشارکت‌کنندگان ویکی‌پدیا. «The Vladimir Putin Interview». در دانشنامهٔ ویکی‌پدیای انگلیسی، بازبینی‌شده در ۱۲ فوریهٔ ۲۰۲۴.